# Гончаров, Александр Андреевич
Алекса́ндр Андре́евич Гончаро́в (род. 7 февраля 2000, Нижневартовск, Ханты-Мансийский автономный округ, Россия) — российский хоккеист, выступающий в главной казахстанской лиге.

## Биография
В 2015—2019 годах выступал за юниорские и молодёжные команды Сибири и Казахстана (U16 и U18), в сезоне 2019/2020 после одного матча в составе клуба «Челны» из Набережных Челнов в Первенстве ВХЛ, перешёл в кирово-чепецкую «Олимпию», а в следующем сезоне — в серовский «Металлург», выступавшие в Национальной молодёжной хоккейной лиге. С сезона 2021/2022 выступает в клубах казахстанской Pro Hokei Ligasy, сначала в «Актобе», в сезоне 2022/2023 — составе павлодарского клуба «Иртыш».